# Jastorfska kultura
Germanska kultura,  prva arheološka kultura, ki jo je mogoče prištevati Germanom, je tako imenovana jastorfska kultura, sočasna s halštasko-latensko in je naslednica nordiske bronaste kulture. 
Jastorfska kultura v severni in srednji Nemčiji je z juga privzemala haltaške prvine, še več pa latenskih vplivov, tako da je čas 1 stoletja pr, n. št., ko so Germani prodrli v Srednjo Evropo, težko razločevati keltizirane skupine in prave latenske kulture.

## Stopnje
- 1 stopnja (ali ripdorfska stopnja)- 3. stoletje pr. n. št.

Močnejši vpliv latenske kulture, v grobovih je bilo najdenih veliko keltskih fibul in ovratnih obročev. Začenjajo se poglobljeno ukvarjati z obdelovanjem železa. Ohranjali so domače oblike.
- 2 stopnja (ali seedorfska stopnja)- okrog 150 pr. n. št.

Na tej stopnji so se domače oblike vse bolj umikale v ozadje tedaj so v uporabo prišli tudi dvorezni keltskimeči. Pasne kljuke so se zelo povečale. Bogato okrašena bronasta vedrca izdajajo rimske zglede.
Jastorfska kultura ni popolnoma enotna. V njej so združene kulture različnih germanskih plemen, ki se jih da ločiti le po obliki žar. Orožje so začeli dajati v grobove šele na koncu kulture, zato je težko razlikovati ženske od moških.

## Umetnost
Orožje, fibule in drugi uporabni izdelki so bili v času pred našim štetjem, le preprosti izdelki, važno je bilo, da so uporabni. Potreba po razkošnem življenju je bila zelo nizka, zato ni vzpodbudila razvoja domače obrti. Pač pa so keltski mojstri občasno delovali kot učitelji na germanskih tleh. Germanske fibule in meči se tesno naslanjajo na keltski zgled. Germani so prevzeli tudi konico sulic z izrezljanim listom, na novo pa so začeli risati kljukaste vzorce. To naj bi bila magična znamenja, ki so presegala pomen okraskov in so se nadaljevala v runsko pisavo. Poleg sulic so okraševali samo še lončevino. Le redko so upodabljali prizore, eden redkih takih primerov pa je žara iz Kraghedeja na Jyllandu. Domača obrt je nastala šele v rimskem času. Mogoče bi lahko iskali njen izvir na dvoru markomanskega vladarja Marboda, kjer so rimski rokodelci učili Germane obdelovanja plemenitih kovin.
- 1. stoletje: rokodelci so spoznali filigran, granulacijo in pritiskanje prnamentiranih pločevinastih plošč

- 2. stoletje: ustvarjajo prstane, zapestnice, ovratni obroči in verižice iz jantarnih jagod. Poseben razvoj so doživeli pivski rogovi, ki so jih začeli krasiti.

## Religija
Bogovi in boginje:
- Wodan-Odin, bog umrlih, v nekaterih plemenih tudi druga vloga. Ponekod je bil na začetku bog vetra, pozneje spremljevalec umrlih in gospodar čarov, pozneje pa na severu bog vojne
- Donar-Thor, bog vremena

- Nerthus, mati zemlje, pogosta pri Anglih in Semnonih
- Tanfana pri Marsih
- Nehalennia, zaščitnica ladji

Sveti kraji/svetišča 
Manjši in večji okoliši na gorskih jasah so veljali za posvečene kraje, kjer so žrtvovali jedi, žetvene pridelke ter živali. Bogu vojne so žrtvovali orožje in ljudi. V zameno za darove so od bogov pričakovali uslugo in podobno. Različne ostanke verovanj so našli v močvirjih. V njih so našli dve ladji, 100 mečev, približno 550 osti za sulice, veliko sekir, lokov, lesenih puščic, konjskih uzd, glavnikov, obeskov ter različno posodje. V ta močvirja so morali žrtvovati najmanj sto let v zahvalo za zmage. Ne daleč od teh močvirji so našli orožje iz 5. stoletja. Zelo so častili vodo. Nekje so čez izvir vode podrli lipo in tam so našli številne darove.
Svečeniki in vedeževalke:
Svečeniki niso bili nič pomembnejši od ostalih ljudi, kot pri Keltih druidi. Bolj pomembne so bile vedeževalke. Te so prerokovale in čarale. Prerokovale so iz vode in sicer tako da so opazovale vrtince, kroge in poslušale šumenje. Vir prerokb so bili tudi ptičji kriki, rezgetanje in prhanje  svetih konj in odločitve žreba.